# Xingyun-See
Der Xingyun-See (chinesisch 星云湖, Pinyin Xingyun Hu) ist ein auf dem Gebiet der bezirksfreien Stadt Yuxi in der chinesischen Provinz Yunnan gelegener See. Der archäologische Fundort Lijiashan, Kreis Jiangchuan, liegt ganz in seiner Nähe. Er liegt südwestlich des Fuxian-Sees, in dem lebende Fossilien (Fuxiana yangi) entdeckt worden sind, die sich nun im Besitz des Yuxi-Museums befinden.